# 達曽部バイパス
達曽部バイパス（たっそべバイパス）は、岩手県遠野市を通る国道396号のバイパス道路。

## 概要
遠野市・旧宮守村域の達曽部地区における幅員狭小箇所緩和のために整備された片側1車線のバイパス。南口は内楽木峠へ向かう勾配になっており、また集落を避けるため急カーブが連続する。

### 路線データ
- 起点：遠野市宮守町達曽部字米田
- 終点：遠野市宮守町達曽部字湯屋

## 地理

### 交差する道路
- 岩手県道160号土淵達曽部線・岩手県道161号達曽部下宮守線（遠野市宮守町達曽部字鋳物）